# أنصار الثورة الشبابية
أنصار الثورة الشبابية الشعبية السلمية في اليمن هي هيئة انشئت لتضم مؤيدين الثورة الشبابية الشعبية اليمنية من الجيش والأمن والمستقلين من حزب المؤتمر الشعبي العام ومن الشخصيات العامة والاجتماعية والمحاميين والقضاة والجهاز الإداري للدولة واعضاء المجالس المحلية والأكاديميين والمثقفين و أحزاباللقاء المشترك وشركاؤة وقبائل ومشائخ اليمن ..

## الهيئة العليا لقيادة انصار الثورة الشبابية
أعضاء الهيئة العليا:
1. اللواء الركن / علي محسن صالح الأحمر - قائد قيادة هيئة أنصار الثورة
2. النائب الأول: اللواء الركن / عبد الله علي عليوه
3. النائب للشئون العسكرية: اللواء الركن / الظاهري الشدادي
4. النائب للشئون الأمنية: اللواء الركن / حسين محمد عرب
5. النائب للشئون السياسية: أ.د/ منصور عزيز الزنداني
6. النائب للشئون الدستورية والقانونية: الدكتور / صالح حسن سميع
7. النائب لشئون الفروع: أ/ علي الصريمي

## رؤساء اللجان ونوابهم
1. المهندس / عبد الله محسن الأكوع - رئيس لجنة الشئون الخارجية
2. السفير / أحمد كلز - نائب رئيس لجنة الشئون الخارجية
3. أ / سالم محمد حسين - رئيس اللجنة السياسية
4. أ.د / جلال فقيرة - نائب رئيس اللجنة السياسية
5. الأستاذ / نبيل الفقية - رئيس لجنة الاعلام والفكر والثقافة
6. الأستاذ / نصر طه مصطفى - نائب رئيس لجنة الأعلام والفكر والثقافة
7. الدكتور / محمد الوذن- رئيس اللجنة الأقتصادية وإستراتيجية الموارد
8. الدكتور / محمد الحاوري - نائب رئيس اللجنة
9. السفير / عبد الوهاب طواف - رئيس لجنة الفروع والساحات
10. د/ علي قاسم - نائب رئيس لجنة الفروع والساحات لشئون الفروع
11. الأستاذ / محمد الأشول - نائب رئيس لجنة الفروع والساحات لشئون الساحات
12. الشيخ / علي عبد ربه العواضي - رئيس لجنة شئون القبائل
13. الشيخ / محمد سالم بن عبود - نائب رئيس لجنة شئون القبائل
14. د/ عبد الغني نصر الشميري امين سر الهيئة العليا
15. عقيد / علي محمود يامن - مساعد المقرر
16. عقيد / حسن أحمد الشميري - مساعد امين سر الهيئة